# Tritrichomonas
Tritrichomonas ist ein Gattung der Trichomonaden. Das Vorderende trägt einen Flagellum-Komplex mit drei Vordergeißeln, am hinteren Ende ist eine Geißel ausgebildet. Der Achsenstab (Axostyl) hat keine Pelta. Die Vertreter vermehren sich durch Zweiteilung, haben also nur ein Trophozoitenstadium. Sexuelle Stadien oder Zysten sind nicht bekannt. Bedeutendster Vertreter ist Tritrichomonas foetus, der Durchfälle bei Katzen (Tritrichomonose) und Fehlgeburten bei Rindern (Trichomonadenseuche) auslöst. Einige Arten sind apathogen und Kommensalen im Dickdarm oder Maul.
Arten:
- Tritrichomonas caviae, fakultativ pathogener Kommensale im Blinddarm
- Tritrichomonas casperi, Kommensale im Blinddarm von Nagern[3]
- Tritrichomonas eberthi, im Blinddarm von Hühnervögeln[1]
- Tritrichomonas enteris, Kommensale im Dickdarm von Rindern[2]
- Tritrichomonas equi, Kommensale im Dickdarm von Pferden[2]
- Tritrichomonas equibuccalis, Kommensale in der Maulhöhle von Pferden[2]
- Tritrichomonas foetus
- Tritrichomonas minuta, Kommensale im Blinddarm von Nagern[4]
- Tritrichomonas muris, Kommensale im Blinddarm von Nagern[2]
- Tritrichomonas rainier, Kommensale im Blinddarm von Nagern[3]
- Tritrichomonas suis, genetisch identisch mit Tritrichomonas foetus[2]
- Tritrichomonas wenyoni, im Dickdarm von Nagetieren und Affen[1]